# Johannes Nicaise
Johannes Nicaise (* 24. Februar 1981 in Löwen) ist ein belgischer Mathematiker, der sich mit arithmetischer und algebraischer Geometrie, nicht-archimedischer Geometrie, Singularitätentheorie und deren Schnittfeldern befasst.

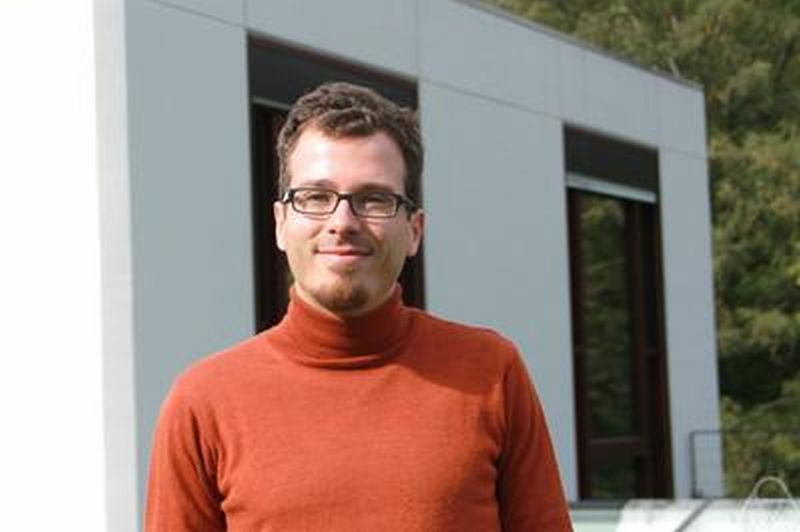
Johannes Nicaise, Oberwolfach 2013

Nicaise erwarb 2001 seinen Abschluss in Mathematik an der Katholischen Universität Löwen und wurde 2004 dort bei Jan Denef und François Loeser (bei dem er an der École normale supérieure studierte) promoviert (Igusa Zeta functions and motivic generating series). 2006 wurde er Chargé des Recherches des CNRS an der Universität Lille, an der er sich 2008 habilitierte (Formule des traces et fibre de Milnor analytique). Seit 2009 ist er Assistenzprofessor (Dozent) in Löwen.
Er befasst sich mit Zetafunktionen und der Theorie motivischer Integration von Denef und Loeser und erzielte Fortschritte beim Beweis der motivischen Monodromie-Vermutung von Denef und Loeser. Diese verallgemeinert die Monodromievermutung von Jun-Ichi Igusa für p-adische Zetafunktionen eines Polynoms über den p-adischen Zahlen nach Weil, die die Pole der Zetafunktion mit der Struktur der Singularitäten im komplexen Fall in Verbindung bringt, und enthält den p-adischen Fall als Spezialfall. Die Vermutung verbindet Zahlentheorie (in die Definition der Zetafunktion gehen die Anzahl der Lösungen mod {\displaystyle p^{m}} ein) und Theorie der Singularitäten im Komplexen und ist ebenso wie ihre motivische Verallgemeinerung nur in Spezialfällen bewiesen. Nicaise entwickelte eine neue Interpretation der Vermutung auf der Basis von nicht-archimedischer Geometrie (einem geometrischen Objekt, das sie analytische Milnor-Faser nannten) und bewies sie für einparametrige Entartungen abelscher Varietäten. Er untersucht die Möglichkeit, den Beweis auch auf Entartungen von Calabi-Yau-Varietäten auszudehnen.
Außerdem befasst er sich mit Neron-Modellen abelscher Varietäten.
Er ist ab 2013 leitender Wissenschaftler im Starting grant des European Research Council Motivic zeta functions and the monodromy conjecture. Für 2017 wurde ihm der Ferran-Sunyer-i-Balaguer-Preis zugesprochen.

## Schriften
- mit Raf Cluckers, Julien Sebag: Motivic integration and its interactions with model theory and non-Archimedean geometry (Konferenz ICMS Edinburgh). 2 Bände, Cambridge University Press, 2011
  - darin mit Sebag: The Grothendieck Ring of Varieties, Motivic Invariants of Rigid Varieties and applications to complex singularities
- mit Antoine Chambert-Loir, J. Sebag: Motivic Integration. Progress in Mathematics, Birkhäuser 2014
- An introduction to p-adic and motivic zeta functions and the monodromy conjecture. In: Bhouwmik, Matsumoto, Tsumura (Hrsg.): Algebraic and analytic aspects of zeta functions and L-functions. In: Mathematical Society of Japan Memoirs. 2010, S. 115–140, Arxiv
- mit L. Halle: Motivic zeta functions for degenerations of abelian varieties and Calabi-Yau varieties. In: Recents trends on Zeta Functions in Algebra and Geometry. Contemporary Mathematics 566, AMS 2012, S. 233–259
- mit L. Halle: Néron Models and Base Change. Astérisque, SMF 2014
- mit Julien Sebag: Motivic Serre invariants, ramification, and the analytic Milnor fiber. In: Inventiones Mathematicae. Band 168, 2007, S. 133–173, Arxiv
- mit J. Sebag: Motivic Serre Invariants of Curves. In: Manuscripta Mathematica. Band 128, 2007, S. 105–182
- mit J. Sebag: Rigid geometry and the Monodromy Conjecture. In: D. Chéniot Dutertre, Murolo (Hrsg.): Singularity Theory. Proc. of the 2005 Marseille Singularity School and Conference. World Scientific, 2007, S. 819–886
- A trace formula for rigid varieties, and motivic Weil generating series for formal schemes. In: Mathematische Annalen. Band 343, 2009, S. 285–349
- mit Lars Halvard Halle: Motivic zeta functions of abelian varieties, and the monodromy conjecture. In: Advances in Mathematics. Band 227, 2011, S. 610–653
- Formal and rigid geometry: an intuitive introduction and some applications, L´Enseignement Mathématique, Band 54, 2008, Heft 3–4, S. 213–249 Online